# Porvafélék
A porvafélék (Dermestidae) a rovarok (Insecta) osztályában a bogarak (Coleoptera) rendjébe, azon belül a mindenevő bogarak (Polyphaga) alrendjébe tartozó család.

## Ismertebb fajok
- Közönséges szalonnabogár (Dermestes lardarius) (Linnaeus, 1758)
- Pusztító múzeumbogár (Anthrenus verbasci) (Linnaeus, 1767)

## Fordítás
- Ez a szócikk részben vagy egészben  a   Klannere című norvég Wikipédia-szócikk fordításán alapul.  Az eredeti cikk szerkesztőit annak laptörténete sorolja fel. Ez a jelzés csupán a megfogalmazás eredetét és a szerzői jogokat jelzi, nem szolgál a cikkben szereplő információk forrásmegjelöléseként.